# درکسل (کارولینای شمالی)
درکسل (به انگلیسی: Drexel) شهری در ایالت کارولینای شمالی کشور ایالات متحده آمریکا است که جمعیت آن در سرشماری سال ۲۰۱۰ میلادی، ۱٬۸۵۸ نفر بوده‌است.